# 重回血腥死亡營
《重回血腥死亡營》（英語：Return to Sleepaway Camp）是一部2008年美國砍杀电影，由羅伯特·希爾茲克編劇和導演。本片是《血腥死亡营》系列的第四部電影，也是第一部未在院线发行的電影，是1983年《血腥死亡营》的直接續集，抛弃了1988年《血腥死亡营2：恐怖野营地》和1989年《血腥死亡营3：贫瘠荒地》讲述的故事。第一部的主演費利薩·蘿絲再次出演安杰拉·贝克，而艾萨克·海耶斯則客串了營地廚師查利的角色。

## 剧情
故事发生在2003年，艾伦是一个不善于社交、不成熟的男孩，外表邋遢，在真锅营地参加夏令營。他欺软怕硬，对比他小的孩子表现得很强硬，但却对其他欺负自己的孩子感到愤怒。在他的虐待者中，有他的继兄迈克尔和他的朋友文尼和T.C.，还有营地里的一些女孩，主要是一个叫贝拉的。一天晚上，几个男孩在点屁。艾伦尝试了一下，失败后，他威胁其他男孩，但很快被营地辅导员兰迪制止。在食堂里，艾伦在抱怨食物问题后与兰迪发生了激烈的冲突。对每个人都很好的辅导员龙尼（出自第一部）允许艾伦到厨房去拿别的东西吃，但艾伦却惹上了脾气暴躁、懒惰的助理厨师米基，米基因为艾伦从冰箱里拿了一个冰淇淋三明治而攻击他。艾伦向米基扔了一把屠刀，营地老板弗兰克向艾伦大喊。艾伦跑开了，迈克尔在后面追他。不久后，在厨房里，米基被扔进油锅里煮死。他的尸体随后被扔进了垃圾压实机。
在一场派對中，艾伦被营员特里（綽號“大麻”）、斯帕兹和斯坦骗去吸干牛糞，这使他咳嗽并倒在斯坦的胯下。营员T.C.给他起了个绰号“吹箫”。派對结束后，大麻被绑在椅子上，从他的喉咙里灌进汽油。凶手用“傻瓜才吸毒”的贴纸封住他的嘴，并用点燃的香烟戳了一个洞，使他的内脏发生爆炸。龙尼怀疑二十年前的谋杀案再次发生，但弗兰克表示谋杀案只是意外。一周后，艾伦说服两个女孩卡伦和玛丽去他的“秘密藏身处”，那是他在树林里吃垃圾食品和看青蛙的地方。迈克尔剥了青蛙的皮，弄得像是艾伦做的，卡伦和玛丽跑了。艾伦追上卡伦试图解释发生了什么，但被T.C.弄进水中。当天晚上，迈克尔、T.C.和玛丽强迫卡伦把艾伦引到舞台后面，在那里他们脱掉他的衣服，把他绑起来，蒙住他的眼睛，在众目睽睽之下让他出丑。
龙尼怀疑辅导员珀泰是凶手，因为他总是在艾伦遇到麻烦的时候出现在附近。珀泰总是为艾伦出头，并愤怒地对欺负艾伦的人大打出手。回到自己的小屋后，弗兰克被人用锤子敲晕了，醒来时，他的头被关在一个鸟笼里。凶手打开鸟笼，把两只老鼠放在笼子里。老鼠吃掉了他的头，并一直吃到他的肠子里。兰迪和他的女友琳达到泵站去做爱。当兰迪小便时，凶手将他绑在一棵树上，然后在他的阴茎上绑了一条鱼线。回来后，琳达惊慌失措，开着吉普车离开，但她并不知道鱼线的另一端绑在吉普车上。兰迪的阴茎被拉了下来，琳达则被铁丝网缠住脑袋，吉普车撞到树上。
斯帕兹去找T.C.，T.C.看向地板上的一个洞，一根木质长矛穿过洞口把他戳死。龙尼和另一个营员珍妮发现弗兰克死了，便把大家聚在一起。贝拉来到她的小屋，发现她上面的床铺被换成了带钉子的木板。凶手从椽子上跳下来，落在上铺上，尖刺刺死了贝拉。发现T.C.和贝拉死亡后，安杰拉的表哥里基·托马斯被杰里警长叫来。卡伦跑遍了整个营地。她发现兰迪和琳达奄奄一息，然后撞上了杀手，昏了过去。
卡伦醒来时，她的脖子被用绳子和篮球架绑在一起。凶手按动开关升起球架，卡伦慢慢离开地面。迈克尔赶到，凶手跑开，放下了球架。在凯伦告诉他她认为艾伦是凶手后，迈克尔拿起槌球棒跑到艾伦的秘密藏身处，在那里他找到了艾伦，并开始用槌子打艾伦。然而，画面渐渐变黑，真正的凶手出现在迈克尔身后。
龙尼、里基和珍妮发现了受重伤的艾伦。杰里警长走了过来，通过他的变声器解释说，受害者从来没有学到教训，觉得有必要一直这么刻薄，认为他们可以对他们的受害者做任何事情并逃脱惩罚，最终得到了他们应得的下场。凶手原来就是杰里警长，罗尼说“我就知道是你！”珍妮发现了地上的某样东西，尖叫着跑开了。龙尼和里基近前查看后发现迈克尔躺在地上，被活活剥了皮。影片结束时，安杰拉狂笑不止，然后突然停下来，邪恶地盯着镜头。
片尾彩蛋交代了三个星期前安杰拉是如何从精神病院逃脱的。她的汽车漏油，向真正的警长皮特寻求帮助。皮特在车下检查时，她撤走千斤顶杀死了他，并偷了他的制服和装备。